# Charles-Henri Tabareau
Charles-Henri Tabareau, né le 26 janvier 1790 à Béziers et mort le 15 août 1866 à Lyon, est un physicien et enseignant français.
Polytechnicien et doyen de la faculté des sciences de Lyon, il participe à la fondation de l'école de La Martinière de Lyon dont il est le premier directeur, où il a mis en application une méthode pédagogique dite « méthode Tabareau »,.

## Biographie
Charles Henry Tabareau naît à Béziers le 26 janvier 1790, son père, Jean Joseph Tabareau, y étant directeur de la poste aux lettres. La famille est originaire de Tours, avec l’arrière-grand-père Jean (né en 1702), d'une famille de marchands-fabricants en soierie. Le grand-père de Charles Henry, Nicolas Jean Gatien Tabareau (Tours 1725-Lyon 1803), directeur des postes et des loteries à Lyon, a été un correspondant de Voltaire.
Charles Henry Tabareau fait ses études à Toulouse, où il passe le concours de l’École polytechnique en 1808, dont il sort en 1811. Ayant fait allégeance à Napoléon en 1815, il est mis en demi-solde après les Cent-Jours. Venu à Lyon, il tente différents emplois : il donne des cours de chimie, place Sathonay, travaille dans une entreprise de produits chimiques dans laquelle il embauche son neveu, Désiré Girardon, premier directeur de l'École centrale de Lyon.
Le 28 novembre 1854 à Annonay, il épouse Marie Adélaïde Bravais (1810-1908), fille de François Victor Bravais (1764-1852), médecin à Annonay, et d’Aurélie Adélaïde Thomé (1774-1814). Marie Bravais est la sœur du physicien Auguste Bravais, dont Tabareau a dirigé la thèse.
Charles Henry Tabareau meurt le 15 août 1866 à son domicile au 1, rue Saint-Joseph (actuelle rue Auguste-Comte) à Lyon. Il est inhumé au cimetière de Loyasse.

### Création de l'école de La Martinière à Lyon
Le baron Rambaud, maire de Lyon, confie en 1825 à Tabareau la mission de fonder l’établissement voulu par le Major Général Martin. Tabareau remet un rapport le 1er novembre 1825, puis un second le 28 février 1826 au nouveau maire de Lyon, Jean de Lacroix-Laval. Lacroix-Laval charge Tabareau de mettre en place et de diriger une école provisoire qui durera cinq ans avant la mise en place de l’établissement définitif.

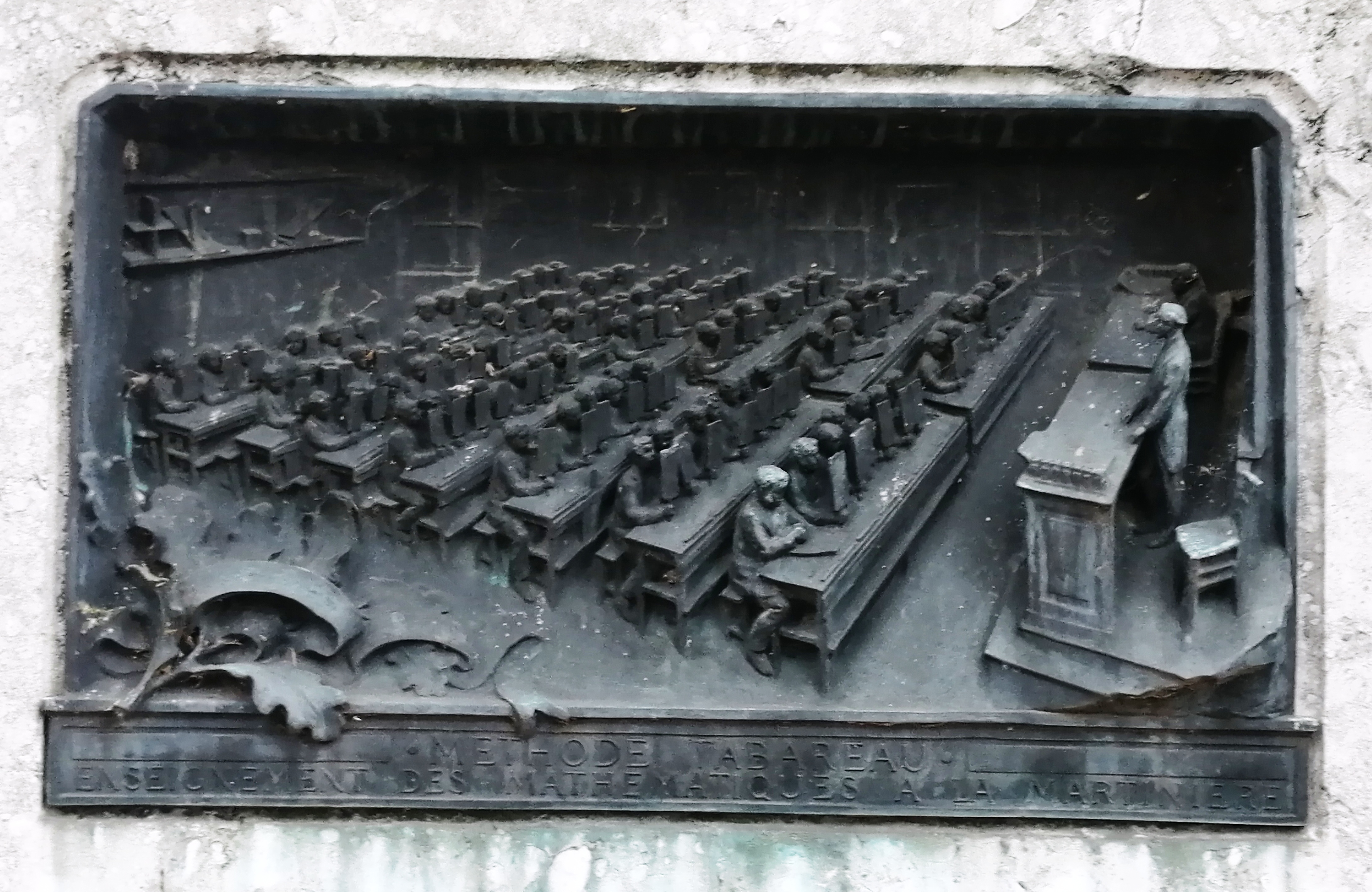
Méthode Tabareau - Enseignement des mathématiques à la Martinière. Détail du Monument aux Grands Hommes de la Martinière par Charles Textor (1911), Lyon, place Gabriel-Rambaud.

Tabareau imagine et teste une méthode manuelle d’enseignement qui sera publiée en 1828 et qu’on désignera plus tard sous le nom de « méthode Tabareau ». D’après Louis David « On est en droit de considérer que c’est lui le véritable initiateur de La Martinière ». Il est élu le 2 décembre 1823 membre titulaire de l’Académie des sciences, belles-lettres et arts de Lyon et, le 3 août 1824, il prononce son discours de réception qui « traite de la géologie et particulièrement de la composition intérieure du globe et de richesses minérales ».

### La Méthode Tabareau
Tabareau est réputé pour sa méthode pédagogique pour l’enseignement des mathématiques.

### Distinctions
Charles-Henri Tabareau est nommé chevalier de la Légion d'honneur le 1er mai 1831, puis promu officier du même ordre le 16 août 1850.
Il est l'une des quatre personnalités représentées sur le Monument aux Grands Hommes de la Martinière.

### Membre de sociétés savantes
- Académie des sciences, belles-lettres et arts de Lyon : membre de 1823 à 1866[7].
- Comité des travaux historiques et scientifiques : membre correspondant en 1858.
- Société d'agriculture, industrie, sciences, arts et belles-lettres de la Loire : membre correspondant en 1855.
- Société linnéenne de Lyon : membre fondateur en 1822[10].

### Publications
- Discours prononcé par M. Tabareau dans la séance d’inauguration de l’École théorique des arts et métiers dite la Martinière, Lyon : Perrin, 1826, 15 p. Charles Henry Tabareau, Exposé de la méthode Tabareau…, Lyon, Louis Perrin, 1863, 47 p. (lire en ligne).
- Rapport présenté à M. le Maire de Lyon par M. Tabareau, professeur de physique, ancien officier du génie et élève de l’école polytechnique sur le projet d’organisation d’une école d’arts et métiers en application des dispositions testamentaires faites en faveur de la ville de Lyon par le Major Général Martin, Lyon : Perrin, 1826.
- Exposé d’une nouvelle méthode expérimentale appliquée à l’enseignement populaire des sciences, désignée sous le nom de méthode manuelle, Lyon : Perrin, 1828, 40 p..
- Rapport fait à l’académie royale des sciences, belles-lettres et arts sur un nouveau métier à tisser propre au tissage des étoffes inventé par le sieur Guigo, par une commission composée de MM. Eynard, Cochet, Artaud, Régny, Tabareau, rapporteur, Lyon : Brunet, 1828.
- « Rapport sur la pompe aspirante et foulante présentée par M. Dubois pour amener l’eau au pied des bâtiments en cas d’incendie », Le Précurseur, 15 février 1829 [d’après le copte-renfu de la séance du 11 février 1829], AHSR, 9, p. 326.
- « Rapport sur l’explosion qui a eu lieu à Lyon le 4 mars 1827 sur le bateau à vapeur le Rhône stationné en aval du pont de la Guillotière par la commission chargé d’inspecter la navigation à vapeur, composée de MM. Favier ingénieur en chef des ponts et chaussées, Mutuon ingénieur en chef des mines, Laguerenne ingénieur des ponts et chaussées, Gensoul, ingénieur mécanicien, Tabareau, ancien officier du génie, directeur de l’école d’arts et métiers fondée à Lyon par le Major Général Martin, rapporteur », Journal du Génie civil, Sci. Arts, vol. 7, 1830.
- « Notice sur les mines de plomb de Chenelette, et excursion minéralogique dans les environs de cette commune », ADR 1, no 3, 1830.
- Rapport adressé à MM. Les membres de la Chambre de commerce de la ville de Lyon sur divers modes de condition des soies par M. Tabareau, signé : Trolliet, Foyer, Gensoul, Eynard, Tabareau, Lyon : Barret, 1832, p. 11.
- Rapport présenté à l’académie royale de Lyon le 10 avril 1832 sur l’organisation de l’école gratuite des sciences et arts fondée à Lyon par le Major Général Claude Martin sous le nom d’école de la Martinière, par MM. Élisée…
- Exposé de la méthode Tabareau fondée à l'école de La Martinière, Lyon, Perrin, 1863, 46 p.
- F. Bruel, Leçons d'arithmétique et de géométrie, à l'usage du cours moyen de l'enseignement primaire : rédigées d'après la méthode Tabareau, Paris, 1889 (lire en ligne).

## Postérité

### Hommages
En mars 1870, la Ville de Lyon nomme en son honneur la place Tabareau et la rue Tabareau sur le plateau de la Croix-Rousse, dans le 4e arrondissement de Lyon,.

### Iconographie
- Charles Textor, Charles-Henri Tabareau, 1867, buste en marbre, Lyon, École de la Martinière.
- Étienne Pagny, Charles-Henri Tabareau, 1884, buste en bronze, Lyon, École de la Martinière.
- Charles Textor, buste en bronze de Charles-Henri Tabareau ornant le Monument aux grands hommes de l'École de la Martinière, 1911, Lyon, place Gabriel-Rambaud[13].